# Promachus inoratus
Promachus inoratus är en tvåvingeart som beskrevs av Wulp 1872. Promachus inoratus ingår i släktet Promachus och familjen rovflugor. Inga underarter finns listade i Catalogue of Life.